# Achiroides
Az Achiroides a csontos halak (Osteichthyes) főosztályának a sugarasúszójú halak (Actinopterygii) osztályába, ezen belül a lepényhalalakúak (Pleuronectiformes) rendjébe és a nyelvhalfélék (Soleidae) családjába tartozó nem.

## Rendszerezésük
A nembe az alábbi 2 faj tartozik:
- Achiroides leucorhynchos Bleeker, 1851
- Achiroides melanorhynchus (Bleeker, 1850)